# VP3
VP3 era originalmente un códec de vídeo propietario, desarrollado por On2 Technologies. Es comparable en calidad y bitrate al códec de vídeo MPEG-4 Parte-2.
En septiembre del 2001, VP3 fue donado al público como código abierto y On2 Technologies rechazó todos los derechos que tenía sobre este, incluyendo sus patentes sobre la tecnología. En el 2002, entraron en un acuerdo junto a la Fundación Xiph.Org para dejar a VP3 como la base del códec de vídeo libre, Theora.